# Mohammed Musa
Mohamed Mousa Abbas Ali (Umm Bab, 23 de março de 1986) é um futebolista qatari que atua como zagueiro. Atualmente joga pelo Al-Duhail. 

## Carreira
Mohammed Musa representou a Seleção Qatariana de Futebol na Copa da Ásia de 2015. [carece de fontes?]